# Giải bóng đá Cúp Quốc gia 2016
Giải bóng đá Cúp Quốc gia 2016, tên gọi chính thức là Cúp Quốc gia Kienlongbank 2016 (tiếng Anh: Kienlongbank National Cup 2016) vì lý do tài trọ, là mùa giải thứ 24 của Giải bóng đá Cúp quốc gia do Công ty Cổ phần Bóng đá chuyên nghiệp Việt Nam (VPF) tổ chức. Diễn ra từ ngày 2 tháng 4 đến ngày 29 tháng 9 năm 2016, giải đấu có sự tham gia của 24 đội bóng thuộc hai giải V.League 1 và V.League 2. Đây là năm thứ ba liên tiếp Ngân hàng Thương mại Cổ phần Kiên Long trở thành nhà tài trợ chính cho giải đấu. Đội vô địch mùa giải này sẽ đại diện cho Việt Nam tham dự Cúp AFC 2017 và thi đấu trận Siêu cúp Quốc gia 2016.
Câu lạc bộ Than Quảng Ninh đã lên ngôi vô địch sau khi đánh bại Hà Nội T&T trong hai lượt trận chung kết với tổng tỷ số 6–5.

## Thể thức thi đấu
- Vòng loại và vòng 1/8: Các đội thi đấu theo thể thức loại trực tiếp một lượt trận.
- Vòng tứ kết, bán kết và chung kết: Thi đấu theo thể thức loại trực tiếp hai lượt trận, có áp dụng luật bàn thắng sân khách.
- Hai câu lạc bộ thua ở bán kết cùng đoạt giải Ba.
- Nếu kết quả hòa sau 90 phút thi đấu chính thức (hoặc sau khi xét tỷ số bàn thắng sân khách vẫn hòa nhau từ vòng tứ kết trở đi), hai đội sẽ thi đấu luân lưu 11m để xác định đội thắng.

### Phân loại giải đấu
| Vòng đấu  | Số đội bóng vào thẳng                 | Số đội bóng từ vòng đấu trước |
| --------- | ------------------------------------- | ----------------------------- |
| Vòng loại | 6 đội V.League 1 và 10 đội V.League 2 |                               |
| Vòng 1/8  | 8 đội V.League 1                      | 8 đội thắng vòng loại         |
| Tứ kết    |                                       | 8 đội thắng vòng 1/8          |
| Bán kết   |                                       | 4 đội thắng vòng tứ kết       |
| Chung kết |                                       | 2 đội thắng vòng bán kết      |

## Lịch thi đấu
Dưới đây là lịch thi đấu Giải bóng đá Cúp Quốc gia 2016.
| Vòng đấu       | Lượt đi             | Lượt về             |
| -------------- | ------------------- | ------------------- |
| Vòng loại      | 2 tháng 4 năm 2016  | 2 tháng 4 năm 2016  |
| Vòng 1/8       | 10 tháng 6 năm 2016 | 10 tháng 6 năm 2016 |
| Vòng tứ kết    | 14 tháng 6 năm 2016 | 29 tháng 6 năm 2016 |
| Vòng bán kết   | 20 tháng 7 năm 2016 | 3 tháng 8 năm 2016  |
| Trận chung kết | 24 tháng 9 năm 2016 | 29 tháng 9 năm 2016 |

## Giải thưởng
| Vòng đấu     | Tiền thưởng       |
| ------------ | ----------------- |
| Vòng loại    | 10.000.000 VND    |
| Vòng 1/8     | 20.000.000 VND    |
| Vòng Tứ kết  | 30.000.000 VND    |
| Đồng hạng ba | 200.000.000 VND   |
| Á quân       | 500.000.000 VND   |
| Vô địch      | 1.000.000.000 VND |

## Vòng loại
| 2 tháng 4 năm 2016 | Đắk Lắk (2) | 0-1 | Cà Mau (2)          | Sân vận động Buôn Ma Thuột                   |  |
| 15:30              |             |     | Đặng Quang Minh 81' | Lượng khán giả: 4000 Trọng tài: Vũ Nguyên Vũ |  |

| 2 tháng 4 năm 2016 | Hoàng Anh Gia Lai (1)               | 2-1 | Viettel (2)       | Sân vận động Pleiku                           |  |
| 17:00              | Tạ Thái Học 21' · Dương Văn Pho 48' |     | Bùi Quang Khải 3' | Lượng khán giả: 3000 Trọng tài: Lê Khắc Thành |  |

| 2 tháng 4 năm 2016 | Bình Phước (2) | 0-2 | Than Quảng Ninh (1)                     | Sân vận động Bình Phước                           |  |
| 15:00              |                |     | Bùi Văn Hiếu 45+1' · Nguyễn Hải Huy 50' | Lượng khán giả: 1000 Trọng tài: Nguyễn Minh Thuận |  |

| 2 tháng 4 năm 2016 | Đồng Nai (2)        | 1-2 | Xi măng Fico Tây Ninh (2)             | Sân vận động Đồng Nai                         |  |
| 15:30              | Nguyễn Đức Nhân 76' |     | Phạm Thanh Tấn 18' · Trần Văn Hén 43' | Lượng khán giả: 1000 Trọng tài: Nguyễn Tấn Lê |  |

| 2 tháng 4 năm 2016 | Sông Lam Nghệ An (1) | 1-0 | Sanna Khánh Hòa - BVN (1) | Sân vận động Vinh                                     |  |
| 17:00              | Cao Xuân Thắng 49'   |     |                           | Lượng khán giả: 1000 Trọng tài: Nguyễn Trung Kiên (A) |  |

| 2 tháng 4 năm 2016 | QNK Quảng Nam (1)                                                                 | 4-1 | CLB BĐ Huế (2) | Sân vận động Tam Kỳ                              |  |
| 17:00              | Phan Đình Thắng 31' · Hoàng Vissai 42' · Hà Minh Tuấn 75' · Phan Thanh Hưng 90+2' |     | Võ Lý 38'      | Lượng khán giả: 3000 Trọng tài: Nguyễn Viết Duẩn |  |

| 2 tháng 4 năm 2016 | Nam Định (2)                                        | 2-0 | Phú Yên (2) | Sân vận động Thiên Trường                   |  |
| 16:00              | Phạm Thanh Nguyên 76' (ph.đ.) · Hoàng Minh Tuấn 81' |     |             | Lượng khán giả: 1500 Trọng tài: Đỗ Văn Hiếu |  |

| 2 tháng 4 năm 2016                                                                 | FLC Thanh Hóa (1)      | 1-1 (5-3 p)                                                          | Thành phố Hồ Chí Minh (2) | Sân vận động Thanh Hóa                        |  |
| 17:00                                                                              | Lê Minh Hoà 67' (l.n.) |                                                                      | Nguyễn Minh Trung 29'     | Lượng khán giả: 5000 Trọng tài: Ngô Quốc Hưng |  |
|                                                                                    |                        | Loạt sút luân lưu                                                    |                           |                                               |  |
| Mai Tiến Thành · Trần Đình Đồng · Lê Thanh Bình · Lê Quốc Phương · Hoàng Đình Tùng |                        | Hoàng Nhật Nam · Trần Hoàng Phương · Nguyễn Anh Tài · Phạm Công Hiển |                           |                                               |  |

## Vòng 1/8
| 10 tháng 6 năm 2016 | Becamex Bình Dương (1)                                                                | 5-1      | Cà Mau (2)             | Sân vận động Gò Đậu                          |  |
| 17h00               | Nguyễn Anh Đức (11) 17' 19' 77' · Nguyễn Tiến Linh (22) 30' · Đặng Văn Thành (15) 33' | Chí tiết | Phan Kim Long (13) 80' | Lượng khán giả: 1.000 Trọng tài: Ngô Duy Lân |  |

| 10 tháng 6 năm 2016 | Hoàng Anh Gia Lai (1)                          | 1 - 0    | SHB Đà Nẵng (1)               | Sân vận động Pleiku                            |  |
| 16h30               | Vũ Văn Thanh (17) 93' · Dương Văn Pho (29) 63' | Chí tiết | Phan Đức Lễ (23)(2TV) 42' 47' | Lượng khán giả: 3.000 Trọng tài: Đinh Văn Dũng |  |

| 10 tháng 6 năm 2016 | Than Quảng Ninh (1)                         | 2-0      | Đồng Tháp (1) | Sân vận động Cẩm Phả                           |  |
| 18h00               | Dyachenko (9) 15' · Nghiêm Xuân Tú (77) 35' | Chí tiết |               | Lượng khán giả: 7.000 Trọng tài: Hoàng Ngọc Hà |  |

| 10 tháng 6 năm 2016 | Long An (1)                                                                      | 4-1      | Xi măng Fico Tây Ninh (2) | Sân vận động Long An                          |  |
| 17h00               | Nguyễn Tài Lộc (17) 26' 68' · Trần Hoài Nam (22) 42' · Trần Thanh An (12) 90'+3' | Chí tiết |                           | Lượng khán giả: 1.000 Trọng tài: Ngô Đức Việt |  |

| 10 tháng 6 năm 2016 | Hải Phòng (1)                                     | 2-1      | Sông Lam Nghệ An (1)  | Sân vận động Lạch Tray                             |  |
| 17h00               | Errol Stevens (10) 45'+3' · Lê Xuân Hùng (24) 72' | Chí tiết | Phan Văn Đức (29) 39' | Lượng khán giả: 8.000 Trọng tài: Nguyễn Trung Kiên |  |

| 10 tháng 6 năm 2016 | QNK Quảng Nam (1)                                  | 2-1      | Hà Nội (1)                          | Sân vận động Tam Kỳ                              |  |
| 16h30               | Hồ Văn Thuận (36) 4' · Đinh Thanh Trung (7) 45'+1' | Chí tiết | Carlos Eduardo D.S Lima (60) 90'+3' | Lượng khán giả: 3.000 Trọng tài: Nguyễn Văn Kiên |  |

| 10 tháng 6 năm 2016 | Nam Định (2)            | 1-0      | XSKT Cần Thơ (1) | Sân vận động Thiên Trường                       |  |
| 16h00               | Hoàng Minh Tuấn (28) 9' | Chí tiết |                  | Lượng khán giả: 4.000 Trọng tài: Ngô Mạnh Cường |  |

| 10 tháng 6 năm 2016 | Hà Nội T&T (1)            | 1-0      | FLC Thanh Hóa (1) | Sân vận động Hàng Đẫy                            |  |
| 18h00               | Nguyễn Văn Quyết (10) 86' | Chí tiết |                   | Lượng khán giả: 2.000 Trọng tài: Trần Đình Thịnh |  |

## Tứ kết

### Lượt đi
| 14 tháng 6 năm 2016 | Becamex Bình Dương (1)                                     | 5-3      | Hoàng Anh Gia Lai (1)                                                                   | Sân vận động Gò Đậu                                    |  |
| 17h00               | Nsi Amougou (21) 4' 6' · Ivan Firer (10) 23' 45'+1' 90'+1' | Chi tiết | Nguyễn Xuân Luân (5, OG) 18' · Nguyễn Phong Hồng Duy (7) 27' · Trần Minh Vương (11) 45' | Lượng khán giả: 2.500 Trọng tài: Hoàng Phạm Công Khanh |  |

| 14 tháng 6 năm 2016 | Than Quảng Ninh (1)    | 1-1      | Long An (1)                  | Sân vận động Cẩm Phả                            |  |
| 18h00               | Mạc Hồng Quân (17) 53' | Chi tiết | Huỳnh Trần Đức Thịnh (6) 38' | Lượng khán giả: 7.000 Trọng tài: Hoàng Anh Tuấn |  |

| 14 tháng 6 năm 2016 | Hải Phòng (1)             | 1-1      | QNK Quảng Nam (1)   | Sân vận động Lạch Tray                            |  |
| 17h00               | Andre Diego Fagan (9) 86' | Chi tiết | Diao Sadio (10) 19' | Lượng khán giả: 4.000 Trọng tài: Nguyễn Ngọc Châu |  |

| 14 tháng 6 năm 2016 | Nam Định (2)                                   | 0-0      | Hà Nội T&T (1)                                        | Sân vận động Thiên Trường                     |  |
| 16h00               | Vũ Mạnh Duy (7) 52' · Nguyễn Văn Hiệp (10) 91' | Chi tiết | Nguyễn Thành Chung (16) 30' · Nguyễn Đại Đồng (2) 93' | Lượng khán giả: 2.500 Trọng tài: Trần Văn Lập |  |

### Lượt về
| 29 tháng 6 năm 2016 | Hoàng Anh Gia Lai (1)   | 1-3      | Becamex Bình Dương (1)                                             | Sân vận động Pleiku                            |  |
| 17h00               | Trần Minh Vương (11) 7' | Chi tiết | Lê Công Vinh (28) 53' · Firer Ivan (10) 71' · Nsi Amougou (21) 80' | Lượng khán giả: 3,000 Trọng tài: Hoàng Ngọc Hà |  |

Becamex Bình Dương thắng với tổng tỉ số 8–4.
| 29 tháng 6 năm 2016 | Long An (1)                                      | 2-2      | Than Quảng Ninh (1)                                   | Sân vận động Long An                              |  |
| 17h00               | Nguyễn Tài Lộc (17) 58' · Huỳnh Tấn Tài (11) 85' | Chi tiết | Phạm Thanh Cường (19-OG) 89' · Mạc Hồng Quân (17) 93' | Lượng khán giả: 1,000 Trọng tài: Nguyễn Trọng Thư |  |

Tổng tý số là 3–3, Than Quảng Ninh thắng nhờ luật bàn thắng sân khách.
| 29 tháng 6 năm 2016 | QNK Quảng Nam (1)                                                  | 3-0      | Hải Phòng (1)            | Sân vận động Tam Kỳ                            |  |
| 16h30               | Diao Sadio (10) 3' · Nguyễn Anh Tuấn (28) 8' · Võ Duy Nam (23) 47' | Chi tiết | Nguyễn Xuân Nam (26) 12' | Lượng khán giả: 1,000 Trọng tài: Nguyễn Đức Vũ |  |

QNK Quảng Nam thắng với tổng tỉ số 4–1.
| 29 tháng 6 năm 2016 | Hà Nội T&T (1)                                      | 3-1      | Nam Định (2)             | Sân vận động Hàng Đẫy                         |  |
| 18h00               | Hoàng Vũ Samson (39) 2' 37' · Đỗ Hùng Dũng (88) 24' | Chi tiết | Hoàng Minh Tuấn (28) 68' | Lượng khán giả: 2,000 Trọng tài: Ngô Đức Việt |  |

Hà Nội T&T thắng với tổng tỉ số 3–1.

## Bán kết

### Lượt đi
| 20 tháng 7 năm 2016 | Becamex Bình Dương (1)          | 1-1      | Than Quảng Ninh (1)      | Sân vận động Gò Đậu                              |  |
| 17h                 | Nguyễn Anh Đức (11) 60' (ph.đ.) | Chi tiết | Dyachenko Rodion (9) 75' | Lượng khán giả: 2,500 Trọng tài: Phùng Đình Dũng |  |

| 20 tháng 7 năm 2016 | QNK Quảng Nam (1)                                   | 2-3      | Hà Nội T&T (1)                                              | Sân vận động Tam Kỳ                               |  |
| 16h30               | Phan Đình Thắng (22) 12' · Đinh Thanh Trung (7) 47' | Chi tiết | Samson (39) 14' · Văn Quyết (10) 90' · Thành Lương (11) 94' | Lượng khán giả: 2,000 Trọng tài: Trần Xuân Nguyện |  |

### Lượt về
| 3 tháng 8 năm 2016 | Than Quảng Ninh (1) | 0-0      | Becamex Bình Dương (1) | Sân vận động Cẩm Phả                               |  |
| 18h00              |                     | Chi tiết |                        | Lượng khán giả: 8.000 Trọng tài: Nguyễn Hiền Triết |  |

Tổng tý số là 1–1, Than Quảng Ninh thắng nhờ luật bàn thắng sân khách.
| 3 tháng 8 năm 2016 | Hà Nội T&T (1)                                                                    | 4-3      | QNK Quảng Nam (1)                                    | Sân vận động Hàng Đẫy                            |  |
| 18h00              | Phạm Văn Thành (9) 17' · Nguyễn Văn Quyết (10) 23' 45' · Hoàng Vũ Samson (39) 72' | Chi tiết | Claudecir (89) 37' 42' · Đinh Thanh Trung (7) 90'+1' | Lượng khán giả: 1.000 Trọng tài: Nguyễn Văn Kiên |  |

Hà Nội T&T thắng với tổng tỷ số 7–5.

## Chung kết

### Lượt đi
| Than Quảng Ninh                                           | 4–4      | Hà Nội T&T                                                                                |
| --------------------------------------------------------- | -------- | ----------------------------------------------------------------------------------------- |
| - Nguyễn Hải Huy 30', 51' - Vũ Minh Tuấn 45' (ph.đ.), 85' | Chi tiết | - Nguyễn Quang Hải 26' - Phạm Văn Thành 48' - Phạm Thành Lương 54' - Nguyễn Văn Quyết 61' |

### Lượt về
| Hà Nội T&T             | 1–2      | Than Quảng Ninh                            |
| ---------------------- | -------- | ------------------------------------------ |
| - Nguyễn Văn Quyết 89' | Chi tiết | - Ngô Đức Thắng 34' - Nguyễn Xuân Hùng 49' |

Than Quảng Ninh thắng với tổng tỷ số 6–5.

## Phát sóng
Kênh YouTube VPF trực tiếp tất cả các trận đấu được chọn lọc tại Cúp Quốc gia 2016.
| Vòng      | Ngày       | Trận                                             | Giờ   | Kênh phát sóng    |
| --------- | ---------- | ------------------------------------------------ | ----- | ----------------- |
| Vòng loại | 2 tháng 4  | Đắk Lắk - Cà Mau                                 | 15:30 | DRT               |
| Vòng loại | 2 tháng 4  | Hoàng Anh Gia Lai - Viettel                      | 17:00 | VTV6, Thể thao TV |
| Vòng loại | 2 tháng 4  | Đồng Nai - XM Fico Tây Ninh                      | 16:30 | VOV2              |
| Vòng loại | 2 tháng 4  | Sông Lam Nghệ An - Sanna Khánh Hòa Biển Việt Nam | 16:00 | NTV               |
| Vòng loại | 2 tháng 4  | QNK Quảng Nam - Huế                              | 16:30 | YouTube VPF       |
| Vòng loại | 2 tháng 4  | FLC Thanh Hóa - Thành phố Hồ Chí Minh            | 17:00 | Bóng đá TV        |
| Vòng 1/8  | 10 tháng 6 | Becamex Bình Dương - Cà Mau                      | 17:00 | BTV2              |
| Vòng 1/8  | 10 tháng 6 | Hoàng Anh Gia Lai - SHB Đà Nẵng                  | 16:30 | VTV6              |
| Vòng 1/8  | 10 tháng 6 | Hải Phòng - Sông Lam Nghệ An                     | 17:00 | YouTube VPF       |
| Vòng 1/8  | 10 tháng 6 | Hà Nội T&T - FLC Thanh Hoá                       | 18:00 | YouTube VPF       |
| Tứ kết    | 14 tháng 6 | Becamex Bình Dương - Hoàng Anh Gia Lai           | 17:00 | BTV2              |
| Tứ kết    | 14 tháng 6 | Hải Phòng - QNK Quảng Nam                        | 17:00 | YouTube VPF       |
| Tứ kết    | 14 tháng 6 | Nam Định - Hà Nội T&T                            | 16:00 | VTV6              |
| Tứ kết    | 29 tháng 6 | Hoàng Anh Gia Lai - Becamex Bình Dương           | 17:00 | THGL, BTV2        |
| Tứ kết    | 29 tháng 6 | Long An - Than Quảng Ninh                        | 17:00 | YouTube VPF       |
| Tứ kết    | 29 tháng 6 | QNK Quảng Nam - Hải Phòng                        | 17:00 | YouTube VPF       |
| Bán kết   | 20 tháng 7 | Becamex Bình Dương - Than Quảng Ninh             | 17:00 | VTV6, BTV2        |
| Bán kết   | 3 tháng 8  | Than Quảng Ninh - Becamex Bình Dương             | 18:00 | VTV6, BTV2, VOV2  |
| Bán kết   | 3 tháng 8  | Hà Nội T&T - QNK Quảng Nam                       | 18:00 | YouTube VPF       |
| Chung kết | 24 tháng 9 | Becamex Bình Dương - Sông Lam Nghệ An            | 18:00 | VTV6, VOV2        |
| Chung kết | 29 tháng 9 | Sông Lam Nghệ An - Becamex Bình Dương            | 18:00 | VTV6              |